# ألدو تشيفينيني
ألدو كافينيني (Aldo Cevenini)، (مواليد 1886 بمدينة أرونا، وتوفي سنة 1973)، لاعب كرة قدم (مدافع) إيطالي سابق. لعب لنادي إيه سي ميلان من عام 1908 إلى عام 1913 موسما قبل أن يلعب مع للإنتر 6 مواسم قبل أن يعتزل في عام 1922.

## وصلات خارجية
- ألدو تشيفينيني على موقع قاعدة بيانات كرة القدم.إي يو (الإنجليزية)
- ألدو تشيفينيني على موقع ناشيونال فوتبول تيمز (الإنجليزية)